# إديث دونهام فوستر
إديث دونهام فوستر (بالإنجليزية: Edith Dunham Foster)‏ هي صانعة أفلام أمريكية، ولدت في 21 مارس 1864، وتوفيت في 8 مايو 1950.